# Erich Linemayr
Erich Linemayr (Linz, 1933. január 24. – 2016. június 6.) osztrák nemzetközi labdarúgó-játékvezető. Polgári foglalkozása festékgyári alkalmazott.

## Pályafutása

### Labdarúgóként
Fiatal korában 1946–1953 között az Admira Linz csapatában futballozott. Nem tartozott a kiemelkedő játékosok közé, felhagyva a labdarúgással átváltott a könnyű atlétikára. Középtávfutóként 12-szer nyert felső-ausztriai bajnokságot.

### Nemzeti játékvezetés
Labdarúgó csapatának vezetője kérte, hogy jelentkezzen játékvezetői tanfolyamra. Pályafutását 1956-ban kezdte, amikor letette a szükséges vizsgát. A hazai hagyományoknak megfelelően folyamatosan haladt egyik osztályból a másikba. 1963-ban került országa "A" ligájának játékvezetői keretébe. 1974-ig közel 700 mérkőzésen tevékenykedett. 1981-ben véglegesen szögre akasztotta a sípot.

### Nemzetközi játékvezetés
Az Osztrák labdarúgó-szövetség Játékvezető Bizottsága (JB) terjesztette fel nemzetközi játékvezetőnek, a Nemzetközi Labdarúgó-szövetség (FIFA) 1966-tól tartotta nyilván bírói keretében. A FIFA JB központi nyelvei közül a németet és az angolt beszéli. Több nemzetek közötti válogatott és klubmérkőzést vezetett, vagy működő társának partbíróként segített. Az osztrák nemzetközi játékvezetők rangsorában, a világbajnokság-Európa-bajnokság sorrendjében Paul Schiller társaságában a 2. helyet foglalja el 14 találkozó szolgálatával. Az UEFA által szervezett labdarúgó kupasorozatokban összesen 52 mérkőzést vezetett, amivel a 14. helyen áll. Az aktív nemzetközi játékvezetéstől 1981-ben búcsúzott. Nemzetközi mérkőzéseinek száma: 82, 52 különböző kupamérkőzést és 30 nemzetek közötti válogatott mérkőzésen szolgálta a labdarúgást.

#### Labdarúgó-világbajnokság
Három világbajnoki döntőhöz vezető úton Nyugat-Németországba  a X., az 1974-es labdarúgó-világbajnokságra, Argentínába a XI., az 1978-as labdarúgó-világbajnokságra, valamint Spanyolországba a XII., az 1982-es labdarúgó-világbajnokságra a FIFA JB játékvezetői feladatra alkalmazta. 1978-ban a világbajnokság előtt egy héttel a játékvezetők közös eligazításon vettek részt, minden második napon edzést tartottak. A (VO2 max) Cooper-tesztet is meg kellett futniuk, bizonyítva pillanatnyi fizikai felkészültségüket. A játékvezetőket közvetlenül a mérkőzés előtt jelölték. Egy játékvezetői csapat négy tagból állt. Egy játékvezető, kettő partjelző, egy tartalék bíró. A FIFA JB elvárása szerint, ha nem vezetett, akkor partbíróként tevékenykedett. 1974-ben és 1978-ban 2-2 csoportmérkőzésen (egy esetet kivéve) egyes számú besorolást kapott, játékvezetői sérülés esetén továbbvezethette volna a találkozót. 1978-ban a Hollandia–Argentína döntő mérkőzést irányító Sergio Gonella 2. számú partjelzőjeként tevékenykedett. Világbajnokságokon vezetett mérkőzéseinek száma: 3 + 5 (partjelző) + 1 (tartalék).

##### 1974-es labdarúgó-világbajnokság

###### Selejtező mérkőzés
| Időpont           | Helyszín                       | Mérkőzés típusa           | Mérkőzés                  | Eredmény | Nézők száma |
| ----------------- | ------------------------------ | ------------------------- | ------------------------- | -------- | ----------- |
| 1973. május 27.   | Augusztus 23 Stadion, Bukarest | előselejtező (4. csoport) | Románia–NDK               | 1 : 0    | 45 685      |
| 1973. október 21. | Maksimir Stadion, Zágráb       | előselejtező (7. csoport) | Jugoszlávia–Spanyolország | 0 : 0    | 61 010      |

###### Világbajnoki mérkőzés
| Időpont          | Helyszín                        | Mérkőzés típusa              | Mérkőzés           | Eredmény | Nézők száma |
| ---------------- | ------------------------------- | ---------------------------- | ------------------ | -------- | ----------- |
| 1974. június 23. | Rhein Stadion, Düsseldorf       | csoportmérkőzés (3. csoport) | Svédország–Uruguay | 3 : 1    | 28 000      |
| 1974. július 3.  | Wald Stadion, Frankfurt am Main | középdöntő                   | Lengyelország–NSZK | 0 : 1    | 62 000      |

##### 1978-as labdarúgó-világbajnokság

###### Selejtező mérkőzés
| Időpont           | Helyszín                       | Mérkőzés típusa                | Mérkőzés               | Eredmény | Nézők száma |
| ----------------- | ------------------------------ | ------------------------------ | ---------------------- | -------- | ----------- |
| 1977. január 7.   | Központi Stadion, Rijád        | előselejtező ( ázsiai csoport) | Szaúd-Arábia–Irán      | 0 : 3    |             |
| 1977. március 30. | Lansdowne Road Stadion, Dublin | előselejtező (5. csoport)      | Írország–Franciaország | 1 : 0    | 48 000      |

###### Világbajnoki mérkőzés
| Időpont         | Helyszín                 | Mérkőzés típusa              | Mérkőzés         | Eredmény | Nézők száma |
| --------------- | ------------------------ | ---------------------------- | ---------------- | -------- | ----------- |
| 1978 június 11. | Mendoza Stadion, Mendoza | csoportmérkőzés (4. csoport) | Hollandia–Skócia | 2 : 3    | 40 000      |

##### 1982-es labdarúgó-világbajnokság

###### Selejtező mérkőzés
| Időpont              | Helyszín                       | Mérkőzés típusa           | Mérkőzés             | Eredmény | Nézők száma |
| -------------------- | ------------------------------ | ------------------------- | -------------------- | -------- | ----------- |
| 1981. szeptember 23. | Augusztus 23 Stadion, Bukarest | előselejtező (4. csoport) | Románia–Magyarország | 0 : 0    | 70 000      |

#### Mundialito
1980-ban a labdarúgó-világbajnokságok 50. évfordulójára a FIFA Argentínában Copa de Oro de Campeones Mundiales, Mini világbajnokság emléktornát rendezett. A tornán azoknak az országoknak a válogatottjai vettek részt, akik elnyerték a világbajnokságok döntőit. Hollandia Anglia visszalépésével kapott meghívást. A tornán játékvezetői szolgálatra kapott megbízást.
| Időpont          | Helyszín                       | Mérkőzés típusa              | Mérkőzés           | Eredmény | Nézők száma |
| ---------------- | ------------------------------ | ---------------------------- | ------------------ | -------- | ----------- |
| 1981. január 4.  | Estadio Centenario, Montevideo | csoportmérkőzés (B. csoport) | Brazília–Argentína | 1 : 1    | 60 000      |
| 1981. január 10. | Estadio Centenario, Montevideo | döntő                        | Uruguay–Brazília   | 2 : 1    | 71 250      |

#### Labdarúgó-Európa-bajnokság
Három európai-labdarúgó torna döntőjéhez vezető úton Belgiumba a IV., az 1972-es labdarúgó-Európa-bajnokságra, Jugoszláviába adott otthont az V., az 1976-os labdarúgó-Európa-bajnokságra, illetve Olaszországba a VI., az 1980-as labdarúgó-Európa-bajnokság az UEFA JB játékvezetőként foglalkoztatta.

##### 1972-es labdarúgó-Európa-bajnokság

###### Selejtező mérkőzés
| Időpont            | Helyszín                      | Mérkőzés típusa           | Mérkőzés     | Eredmény | Nézők száma |
| ------------------ | ----------------------------- | ------------------------- | ------------ | -------- | ----------- |
| 1970. november 11. | Hampden Park Stadion, Glasgow | előselejtező (5. csoport) | Skócia–Dánia | 1 : 0    | 24 618      |

##### 1976-os labdarúgó-Európa-bajnokság

###### Selejtező mérkőzés
| Időpont            | Helyszín                         | Mérkőzés típusa           | Mérkőzés             | Eredmény | Nézők száma |
| ------------------ | -------------------------------- | ------------------------- | -------------------- | -------- | ----------- |
| 1974. november 20. | Hampden Park Stadion, Glasgow    | előselejtező (4. csoport) | Skócia–Spanyolország | 1 : 2    | 94 331      |
| 1975. november 19. | José Alvalade Stadion, Lisszabon | előselejtező (1. csoport) | Portugália–Anglia    | 1 : 1    | 13 912      |

##### 1980-as labdarúgó-Európa-bajnokság

###### Selejtező mérkőzés
| Időpont          | Helyszín                 | Mérkőzés típusa           | Mérkőzés                  | Eredmény | Nézők száma |
| ---------------- | ------------------------ | ------------------------- | ------------------------- | -------- | ----------- |
| 1978. október 4. | Maksimir Stadion, Zágráb | előselejtező (3. csoport) | Jugoszlávia–Spanyolország | 1 : 2    | 50 000      |

###### Európa-bajnoki mérkőzés
| Időpont          | Helyszín                  | Mérkőzés típusa              | Mérkőzés                  | Eredmény | Nézők száma |
| ---------------- | ------------------------- | ---------------------------- | ------------------------- | -------- | ----------- |
| 1980.június 18.  | San Paolo Stadion, Nápoly | csoportmérkőzés (B. csoport) | Anglia–Spanyolország      | 2 : 1    | 14 440      |
| 1980. június 21. | San Paolo Stadion, Nápoly | bronz találkozó              | Csehszlovákia–Olaszország | 1 : 1    |             |

#### Nemzetközi kupamérkőzések
Vezetett kupadöntők száma: 3.

##### UEFA-kupa
1973. május 9-én az UEFA JB szakmai felkészültségének elismeréseként megbízta a döntő összecsapás koordinálásával. Az időjárás hatására – özönvízszerű eső – az első találkozót (0:0) állás mellett a 27. percben félbe kellett szakítani, másnap újrajátszották a döntőt. Négy év múlva újra kapott felkérését a döntő vezetésére.
| Időpont         | Helyszín                   | Mérkőzés típusa          | Mérkőzés                              | Eredmény | Nézők száma |
| --------------- | -------------------------- | ------------------------ | ------------------------------------- | -------- | ----------- |
| 1973. május 10. | Anfield Stadion, Liverpool | döntő első találkozó     | Liverpool FC–Borussia Mönchengladbach | 3 : 0    | 41 000      |
| 1977. május 18. | San Mamés Stadion, Bilbao  | döntő második találkozó) | Athletic Club–Juventus FC             | 2 : 1    | 43 000      |

##### Bajnokcsapatok Európa-kupája
Az UEFA JB további bizalma jegyeként a harmadik nemzetközi labdarúgó-torna kupadöntőjét vezethette. A 25. játékvezető – a 2. osztrák – aki BEK döntőt vezetett.
| Időpont         | Helyszín                  | Mérkőzés típusa | Mérkőzés                      | Eredmény | Nézők száma |
| --------------- | ------------------------- | --------------- | ----------------------------- | -------- | ----------- |
| 1979. május 30. | Olimpiai Stadion, München | döntő           | Nottingham Forest FC–Malmö FF | 1 : 0    | 57 000      |

##### Vásárvárosok kupája
| Időpont           | Helyszín                      | Mérkőzés típusa   | Mérkőzés                        | Eredmény |
| ----------------- | ----------------------------- | ----------------- | ------------------------------- | -------- |
| 1969. február 26. | Megyeri úti Stadion, Budapest | második selejtező | Újpesti Dózsa–KP Legia Warszawa | 2 : 2    |

##### Tunéziai labdarúgókupa
A Tunéziai labdarúgó-szövetség felkérésére az 1975–1976 versenykiírás egyik kupadöntőjét vezette.

#### A magyar labdarúgó-válogatott mérkőzései (1902–1929)
| Időpont             | Helyszín            | Mérkőzés típusa              | Mérkőzés                 | Eredmény | Nézők száma |
| ------------------- | ------------------- | ---------------------------- | ------------------------ | -------- | ----------- |
| 1970. május 16.     | Népstadion Budapest | felkészülési (444. mérkőzés) | Magyarország–Svédország  | 1 – 2    | 30 000      |
| 1971. szeptember 1. | Népstadion Budapest | felkészülési (459. mérkőzés) | Magyarország–Jugoszlávia | 2 – 1    | 36 000      |
| 1980. augusztus 20. | Népstadion Budapest | felkészülési (548. mérkőzés) | Magyarország–Svédország  | 2 – 0    | 20 000      |

## Pozitív sztori
1973-ban a Skócia–Spanyolország világbajnoki-selejtező mérkőzést vezette. Egy vörös színű mezt készített elő, mert a szokásos fekete a skót játékosok sötétkék dressze miatt nem lett volna praktikus. Már éppen elindult volna a hotelből, amikor megtudta, hogy a spanyol csapat viszont vörösben fog játszani. Rövid tépelődés után előkapta világoskék pizsamakabátját és rávarrta a FIFA jelvényt. És amikor a csapatok élén két partjelzőjével kiléptek a játékos kijáróból, a nézők azt hitték: eredeti bírói mezt látnak.

## Sportvezetőként
Az aktív nemzetközi pályafutását befejezve 2003-ig az UEFA JB  nemzetközi játékvezető megfigyelőjeként működött.

## Szakmai sikerek
1985-ben a nemzetközi játékvezetés hírnevének erősítése, hazájában 10 éve a legmagasabb Ligában (osztályban) folyamatosan tevékenykedő, eredményes pályafutása elismeréseként, a FIFA JB felterjesztésére az 1965-ben alapított International Referee Special Award címmel és oklevéllel tüntette ki.